# 克雷斯特維尤海茨 (紐約州)
克雷斯特維尤海茨（英語：Crest View Heights）是位於美國紐約州泰奧加縣的普查規定居民點。

## 人口
根據2020年美國人口普查的數據，克雷斯特維尤海茨的面積為3.17平方千米，皆為陸地。當地共有人口1770人，而人口密度為每平方千米558.36人。